# Symplecta sunwapta
Symplecta sunwapta är en tvåvingeart som först beskrevs av Alexander 1952.  Symplecta sunwapta ingår i släktet Symplecta och familjen småharkrankar. Inga underarter finns listade i Catalogue of Life.